# Szafa és Marva

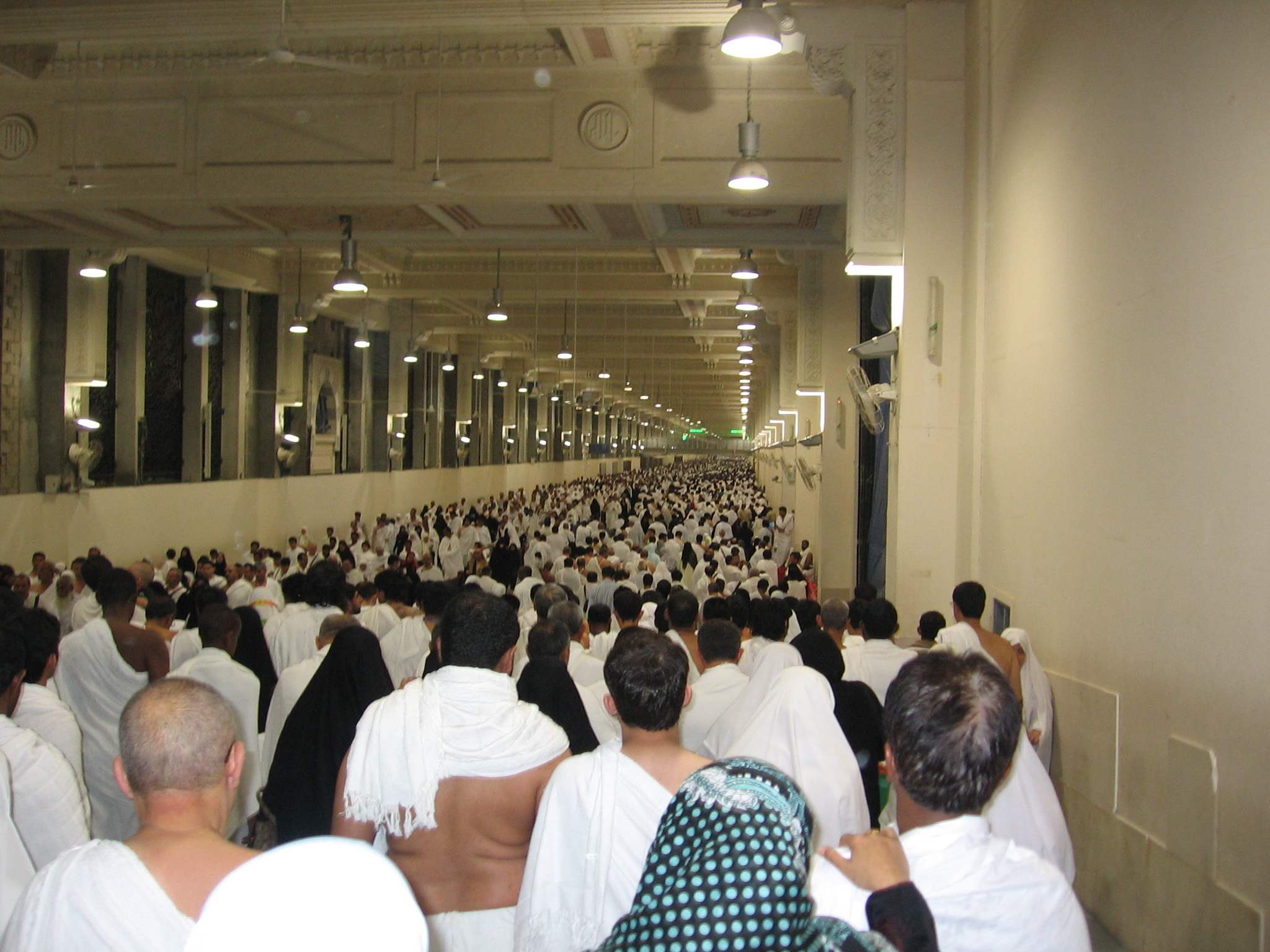
A Szafa és a Marva közötti gyalogút, a Meszá fedett folyosójának képe a háddzs idején

A Szafa és a Marva (vagy másképpen  Szafa és Merva, asz-Szafa és al-Marwah; arabul: الصفا Aş-Şafā ; المروة Al-Marwah) két magaslat neve az iszlám szent városában, Mekkában. A két domb vagy hegy a mekkai nagy mecset, az al-Haram mecset közelében fekszik. A két magaslatot a muzulmánok szentként tisztelik, és a Mekkába irányuló zarándoklatok idején egy fontos rituálé, a száj vagy másképpen szaíj (arabul: سَعْيي) meghatározó részei. Ennek során a zarándokoknak a Szafa és a Marva dombok közötti utat hétszer kell megtenniük, hogy ezáltal megemlékezzenek Hágárról, az iszlám egyik legkiemelkedőbb prófétájának, Ismáelnek az anyjáról. Ábrahám második felesége ugyanis a mai Mekka területén, a két domb árnyékában bizonyította be erős és megingathatatlan hitét Allah előtt.
A szaíj rituáléja az iszlám világ által megkülönböztetett mindkét zarándoklat fontos része. Az évente megrendezésre kerülő nagy mekkai zarándoklat, a háddzs első napján végzik el a zarándokok a Szafa és a Marva hegyei között a szaíjt, közvetlenül azután, hogy megérintették a Kába követ. A nagy zarándoklat mellett a muzulmánoknak lehetőségük van az úgynevezett kis zarándoklatra is, amelyet umrának neveznek. Az umra az év bármelyik napján elvégezhető, szertartásos zarándoklat, amely mindössze három kötelező rituáléból tevődik össze. Ezek közül a második a Szafa és a Marva közötti megemlékezés. A két mekkai domb ezáltal az iszlám legfontosabb spirituális helyszínei közé tartozik.

## A dombok nevének eredete
Az iszlám szent írásainak kommentárjaiban, a hadíszokban a muzulmán vallástudósok úgy vélték, hogy a Szafa-hegy nevének eredetét az arab szafat szóban kell keresni, amely sima követ jelent. Ugyanígy a Marva-hegy elnevezését a marwa kifejezésre vezetik vissza, amely a kovakő kis méretű kavicsait jelenti.
Az elnevezések mellett ugyanakkor két legenda is elterjedt a Szafa és a Marva körül, amelyek alapját az adta, hogy az al-Szafa az arab nyelv szabályai szerint hímnemű szó, míg az al-Marwah nőnemű. Al-Kurtubi, 13. századi imám és tudós azt írja, hogy valamikor a Korán megszületésének idejében egy ifjú pár paráználkodni merészelt a Kába szentélyében. Az Úr haragra gerjedt, és büntetésből kővé dermesztette a szerelmes párt. A lányból keletkezett a mai Marva sziklatömbje, míg a fiú a Szafa köveivé dermedt.
A Szafa és a Marva névadását a fentiektől alapjaiban eltérően magyarázza al-Tabriszi, perzsa hittudós. Művében kifejti, hogy a két hegy neve Ádám és Éva történetéhez kapcsolódik. A legenda szerint, amikor az Úr kiűzte az első emberpárt az Édenből, azok szétváltak, és csak kétszáz esztendő elteltével találkoztak újra Mekkához közel. Ádám a Szafa-hegyen állva pillantotta meg a Marva-hegy ormán álló Évát. Az újraegyesülés emlékére nevezték el a két hegyet: azt a magaslatot, amelyen Ádám állt, al-Musztafának, azaz a kiválasztottnak nevezték el, amely évszázadok során al-Szafára rövidült. Azt a dombot, ahol Éva állt, Marahnak, azaz nőnek nevezték el, amely az idő múlásával al-Marva névvé alakult át.

## Hágár hite

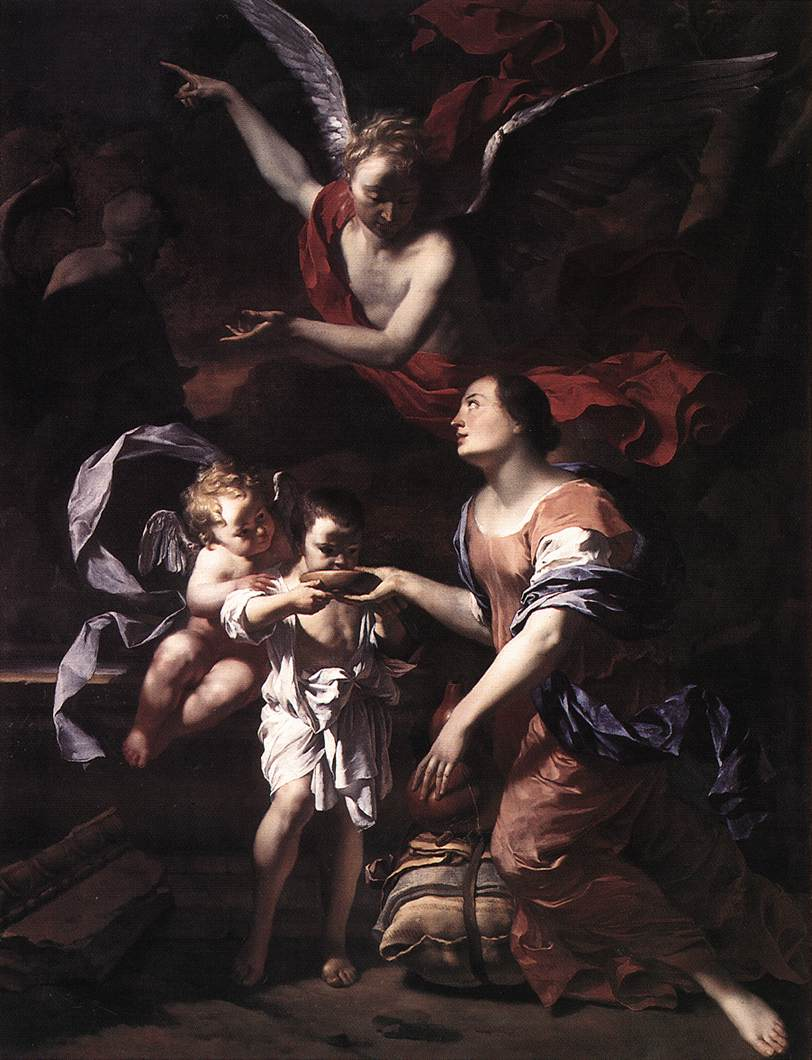
Hágár és Ismáel találkozik a megmentő angyallal, Karel Dujardin festménye.

A muzulmán hagyományok szerint a Szafa és a Marva hegyek azért olyan fontosak, mert az iszlám és az arab nép ősanyjának tartott Hágár ezek között a magaslatok között kétségbeesetten rohanva bizonyította az Úr előtt hitét és kitartását.
A történet Ábrahám ószövetségi elbeszéléseihez nyúlik vissza. Az ősatya ígéretet kapott az egyetlen Istentől, hogy magja áldott lesz, és az benépesíti majd az egész világot. Ábrahám felesége, Sára azonban magtalan volt, ezért maga Sára adta férje mellé egyiptomi szolgálóját, Hágárt. Ábrahám második felesége hamarosan megfogant, és megszülte neki első fiúgyermekét, Ismáelt. Az Úr azonban Sára méhét is megnyitotta, és Ábrahám első felesége kilencvenéves korában világra hozta Izsákot. Ezek után a két nő viszonya feszültté vált, és Sára követelte Ábrahámtól, hogy küldje el a táborból Hágárt és gyermekét.
Az iszlám felfogása szerint maga Allah jelent meg Ábrahám álmában, és azt parancsolta neki, hogy vigye el Hágárt a mai Mekka közelében fekvő Fárán pusztájába, mert próbára akarja tenni a nő hitét. A hadíszok leírása szerint a hosszú utazást maga Gábriel arkangyal és egy szárnyas paripa, a burák segítette. Miután megérkeztek, Ábrahám Allah parancsa szerint ellátta Hágárt és gyermekét vízzel és kenyérrel, majd a sivatagban magukra hagyta őket. Amikor Ábrahám már olyan messzire jutott családjától, hogy azok már nem láthatták őt, visszafordult, az ég felé emelte kezét, és így fohászkodott az Úrhoz:

Miután Ábrahám elment, Hágár egy ideig gond nélkül volt, de hamarosan kifogytak a készletei. A tűző napon egyre nagyobb szüksége lett vízre, amelyet a sivatagban sehol sem talált. Amikor Ismáel már haldoklott a szomjúságtól, Hágár végső kétségbeesésében lefektette fiát egy fa alá, hogy könnyebben bejárhassa a vidéket. Úgy gondolta, hogy a közelben fekvő két dombról jobban beláthatja a vidéket, és úgy hátha megpillant egy forrást, vagy valakit, aki éppen arra jár. Elsőként a Szafát mászta meg, majd felment a Marvára. Azonban nem járt eredménnyel. Összesen hétszer rohant a két hegy között kétségbeesetten, és közben az Úrhoz fohászkodott rendületlenül, hogy segítse meg őt. Ekkor Gábriel jelent meg az asszony előtt, és azt mondta neki, hogy az Úr meghallgatta könyörgését. Azzal a sivatag porára bökött, ahonnan forrás fakadt. A víz olyan bőven ömlött a forrásból, hogy később Hágár kutat emelt föléje. Ezt a kutat mind a mai napig meg lehet találni Mekkában, ez a Zamzam kút. Az arab hagyományok ehhez a csodához kötik Mekka megalapítását is.

## A szaíj
A szaíj vagy másképpen száj vagy szái (arabul: سَعْيي, saʿīy; jelentése: erőfeszítés, verseny, kutatás) az a hagyományos muzulmán szertartás, amely Hágár próbatételének állít emléket. A szaíj során a zarándokok a Szafa és a Marva dombok közötti távolságot teszik meg hétszer. A két szent hegyhez szorosan kötődő szertartás az iszlám egyik legfontosabb és legerősebb hagyományai közé tartozik.

### A szaíj helyszíne a Szafa és a Marva között
A mekkai nagymecset, vagyis az al-Haram mecset és a Kába kő jelzik az iszlám zarándoklat középpontját. A háddzs első napján a zarándokok kivétel nélkül ennél a mecsetnél kezdik el vallásos kötelezettségüket, amely az iszlám alappillérei között is szerepel. A Kába kőnél tett tisztelet után a zarándokok átmennek a Szafa-hegy lábához, hogy onnan megkezdjék a szaíjt. A szaíj mindig a Szafától indul, és a Marva felé tart. A két dombot összekötő gyalogutat Meszának nevezik. A Szafa hozzávetőleg 800 méterre található a Kába kőtől, míg a Marva mindössze 90 méterre magasodik a szentélytől. A két domb távolsága körülbelül 450 méter, azaz a szaíj során ezt a távot hétszer megtéve összesen hozzávetőleg 3.15 km távolságot kell megtenniük a zarándokoknak. Az al-Haram mecset első átépítésekor, 1932 és 1953 között a mecsethez csatolták a két szent hegyet összekötő utat. A Meszá ekkor jelentősen átalakult, ugyanis kiszélesítették, összekötötték a mecsettel és teljes hosszában befedték. A Szafa és a Marva tehát ma az al-Haram mecset része.

### A szertartás
A szaíj hagyományai tehát Hágár egykori történetét elevenítik meg. A szaíj legfőbb célja, hogy a Szafa és a Marva közötti utat a zarándokok úgy tegyék meg hétszer, hogy közben Hágár áldozatára, nehézségeire gondoljanak, és koncentráljanak arra, hogy a legádázabb bajok között Hágár sem hagyta el az Urat. Az ősanya hitét erősen az Istenbe vetette, folyamatosan imádkozott és könyörgött hozzá, míg kérése végül meghallgatásra talált.
A szaíj gyakorlata a valóságban némiképpen eltér a háddzs és az umra idején, de a rituálé nagy része ugyanúgy zajlik le mindkét zarándoklat esetében. A háddzs első napján, és az umra napján a zarándokok először a Kába követ járják körbe hétszer. A szentélytől a zarándokok elindulnak a Szafa-hegy felé, és közben a Korán soraira utalva a következő imát mondják el: „Az asz-Szafa és az al-Marva valóban Allah szentélye”. Ezt követően a zarándokok felmennek a Szafa-hegyre egészen addig, amíg meg nem pillantják a Kába követ. Ekkor a szent kő felé fordulnak, feltartják kezüket, és Allahhoz esdekelnek, hogy segítse meg őket, akár egy konkrét esetben is. A könyörgést mindenképpen a következő ima háromszori ismétlésével zárják: „Nincs más isten, egyedül Allah”.
Ezt követően a zarándokok lejönnek a Szafa-hegyről, és a Meszán keresztül elindulnak a Marva felé. A gyakran több millió muzulmán hívőt vonzó nagy zarándoklat idején a zarándokok lépésben végighaladnak a két szent hegy között. Az umra végzésekor azonban nincsen akkora tömeg, ezért a zarándokok ekkor elhagyják a Szafát, és lépésben haladnak egészen a Meszá padlójának zöld jelzéséig. Innentől kezdve a zarándokoknak futniuk kell a következő zöld jelzésig, majd lépésben haladva felmennek a Marva-hegyre. Itt ismét a kibla irányába fordulnak, és megismétlik a Szafán elmondott imát és könyörgést. Innen újra a Meszá felé veszik az irányt, és felmennek egészen a Szafáig. Ezt összesen hétszer kell megismételniük. Egy alkalomnak számít, amikor a Szafától átérnek a Marva csúcsára. A két domb közötti séta illetve futás alatt a zarándokok Allah nevét dicsőítik, imádkoznak hozzá és segítségéért könyörögnek.
A szaíj végeztével a zarándokoknak le kell borotválni a hajukat. A női zarándokok számára megengedett, hogy egy ujjnyi hosszat meghagyjanak. A haj leborotválásának szokása szintén eltérhet az umra és a háddzs gyakorlatában. A nagy zarándoklat idején minden zarándoktól elvárják, hogy leborotválja a haját, az umra elvégzésekor azonban kivételt tehetnek, ha a háddzs ünnepe már túl közel van. Így a zarándok haja vissza tud nőni, hogy a háddzson leborotválhassák.

### A szaíj kialakulása az iszlám hitben
A szaíj több, mint egy egyszerű hagyomány, ugyanis a Koránban is megjelenik, éppen ezért az iszlámban akkor jelent meg a szaíj szertartása, mint amikor a Korán sorai megíródtak.  A szent könyv a következőket írja a szaíj hagyományáról:

Az iszlám legnevesebb vallástudósai azonban úgy vélekednek, hogy a szaíjnak vannak olyan gyökerei, amelyek az iszlám előtti korokra nyúlnak vissza. Malik ibn Anasz, 8. századi medinai imám például egyenesen úgy fogalmaz, hogy a Szafa és a Marva közötti futás a dzsáhilijja idejében fakadt, vagyis iszlám szempontból pogány eredetű. Ezért a szaíjt az iszlám korában egy időre megtiltották, de Allah úgy vélte, hogy a Szafa és a Marva hegyek közötti futás spirituálisan hasznos szertartás, ezért a Koránban nyíltan megerősítette ezt a rituálét. Al-Kurtubi ezt azzal egészítette ki, hogy a Szafa és a Marva közötti síkságon a dzsáhilijja idejében démonok tanyáztak éjszakánként, és a két domb között élő nép bálványokat tisztelt. A Szafa-hegyen egykor egy Iszáf nevű bálvány állt, míg a Marva csúcsán egy Nájlah tiszteletére állított szobor. A hitetlenek a két bálványt megérintve rohantak a Szafa és a Marva között. Éppen ezért, amikor Mohamed próféta elterjesztette az iszlámot, az emberek vonakodtak átkelni a démonok lakta területen, és ugyanazt tenni, mint amit a hitetlenek tettek. Allah ekkor küldte le az égből a Koránt, hogy így erősítse meg a szaíj szükségességét, és megnyugtassa a muzulmánokat.
A muzulmán szentírás értelmezői tehát arról adnak felvilágosítást, hogy az Arab-félszigeten az iszlám elterjedését megelőzően létezett egy olyan szertartás, amely hasonlított a szaíjhoz. Feltehetőleg az iszlám ezt a pogány szokást olvasztotta magába az idők folyamán.